# Ostroróg
Ostroróg (niem. Scharfenort) – miasto w woj. wielkopolskim, w powiecie szamotulskim, położone nad Jeziorem Wielkim, siedziba gminy miejsko-wiejskiej Ostroróg. W latach 1975–1998 miasto administracyjnie należało do woj. poznańskiego.
Ostroróg jest jednym z najmniejszych miast w Polsce o powierzchni zaledwie 1,25 km². Na koniec 2014 r. miasto zamieszkiwało 1989 osób.
Ośrodek handlowo-usługowy regionu rolniczego. Przez miasto przebiega nieczynna linia kolejowa Szamotuły – Międzychód i droga wojewódzka nr 184 do Szamotuł.

## Położenie
Miasto położone jest w części Pojezierza Poznańskiego zwanej Równiną Szamotulską. Administracyjnie miasto i gmina, której jest siedzibą leżą w powiecie szamotulskim, w województwie wielkopolskim. Miasto zlokalizowane jest przy drodze Szamotuły – Wronki, w odległości około 10 kilometrów od Szamotuł i około 12 od Wronek. Od stolicy województwa – Poznania miasto oddalone około 45 kilometrów na północny zachód. Ostroróg znajduje się w centralnej części powiatu szamotulskiego i graniczy z gminami Szamotuły, Wronki, Obrzycko i Pniewy.

## Historia

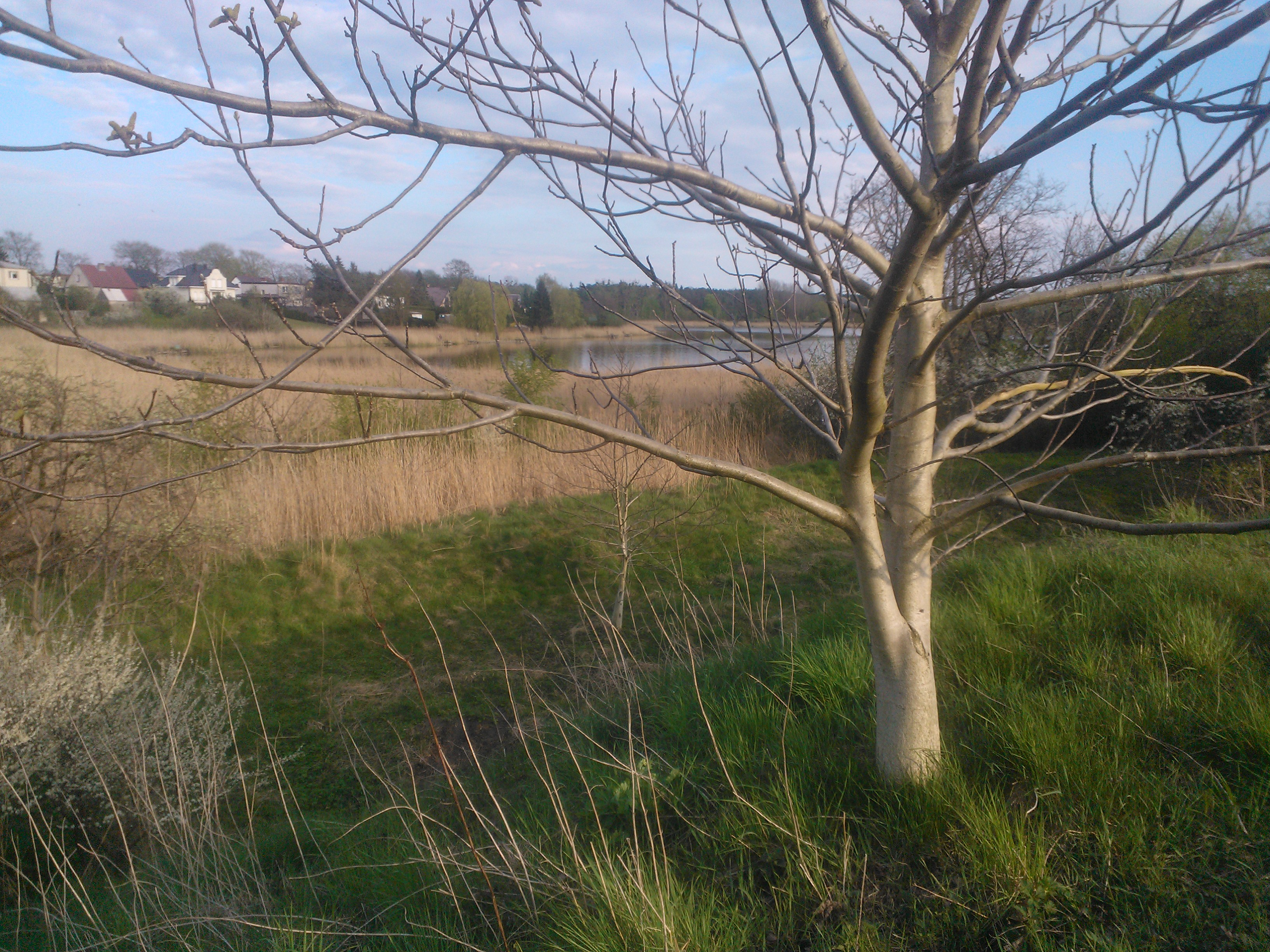
Ostroróg, widok z grodziska (dawne wzgórze zamkowe)

Pierwsza wzmianka o miejscowości pochodzi z 1383 roku. W Kronice Janka z Czarnkowa opisana została między innymi wojna domowa między Grzymałami i Nałęczami, kronikarz napisał, że było to w lutym 1383, w sobotę przed drugą niedzielą wielkiego postu – Świdwa (herbu Nałęcz) widząc nadchodzące wojska Wierzbięty (ze Smogulca), które złączyły się z wojskami Domarata (dowódcy Grzymałów), schronił się do zamczyska ostroroskiego, a tych, którzy nie zdążyli za nim, pozostawił we wsi. W kronice dwukrotnie pojawiło się również nazwisko właściciela twierdzy w Ostrorogu – Dzierżka Grocholi, kasztelana santockiego, zwanego również Dzierżkiem z Ostroroga santockim.
Fortalicjum w Ostrorogu, o którym pisze kronikarz, było prawdopodobnie nieduże, ale opisu nie znajdujemy w powyższej kronice ani w ówczesnych źródłach. Przypuszczać jednak można, że - podobnie jak inne tego typu obiekty - był to niewielki obiekt drewniany łączący funkcje mieszkalno–obronne, wzniesiony był na kolistym wale otoczonym fosą, posiadał więcej niż jedną kondygnację (w najniższej kondygnacji znajdowały się z reguły magazyny i pomieszczenia gospodarcze, na kolejnych kondygnacjach pomieszczenia o charakterze mieszkalnym, a na poddaszu spichlerze). Z reguły w bliskości takiego dworu, zwanego też wieżą, znajdowała się zabudowa gospodarcza i domy kmieci. W Ostrorogu badania powierzchniowe, wykonane w 1914 roku, wskazały takową zabudową po wschodniej stronie Jeziora Wielkiego.
Pierwszy opis miasta (w tym również zamku) pojawia się natomiast pod koniec XV wieku. Opis miasta z tamtego okresu rozpoczyna się od opisania jeziora (dzisiejsze Jezioro Wielkie), określonego ówcześnie jako wielki zlew wód, który dzieli się na dwie części – jedna z nich płynie na północny zachód i wpływa do Warty w Wartosławiu, druga natomiast płynie na zachód i wpada do Warty przy Sierakowie. Na wyspie na jeziorze (obecnie półwysep) znajdował się zamek położony na ogromnych głazach i potężnych palach, w piwnicy murowany, trzypiętrowy (piętra z belek dębowych i kamieni), zbudowany przez cieśle i bez walorów artystycznych. Umocniony był wałem obronnym wyposażonym w komory, kusze oraz pozostałe narzędzia służące do obrony (nigdy nie został zdobyty). Ta część miasta stanowiła część wysoką, w jej skład wchodził również kościół, młyny i spichlerze. Wysoka część miasta otoczona był głęboką fosą, ponadto posiadała komory obronne i trzy śluzy wyposażone w mosty zwodzone, z których każdy z nich mieścił 100 żołnierzy. Ponadto miasto wysokie w zachodniej części porośnięte było gęstym drzewostanem i połączone mostem łodziowym w czasie pokoju. Z kolei niższa część miasta nie miała walorów obronnych, znajdowała się w gęstych lasach nad jeziorem, na jej terenie znajdował się mały kościół (na wzgórzu na dzisiejszym cmentarzu), wzgórze było wyposażone w 4 komory i wał obronny.
Powyższy opis XV wiecznego zamku potwierdzają badania archeologiczne. Odsłonięto bowiem ceglany mur o długości 8 metrów i szerokości 130 cm, ponadto odkryto też ślady wejścia do piwnicy, okna i fundamenty budowli wykonane z kamiennego bruku. Natomiast sam zamek został zbudowany na kopcu z ziemi pochodzącej z dawnego fortalicjum Grocholi.
W latach 1961, 1962, 1964 oraz 1968 prowadzono badania archeologiczne na półwyspie Jeziora Wielkiego, w efekcie których odkryto kilka warstw kulturowych, w tym najstarsze grodzisko pierścieniowate z IX-X wieku. Na miejscu odkryto też fragmenty wczesnośredniowiecznej ceramiki, żelaznej biżuterii jak również sporo kości zwierzęcych. Pierwsze grodzisko zostało zniszczone pierwotnie przez budowę fortalicjum Dzierżka z Ostroroga (Grocholi), o którym mowa w Kronice Janka z Czarnkowa, a następnie w XV wieku przez budowę zamku, o którym mowa wyżej.
Zamek został zburzony w XVIII wieku przez ówczesnego właściciela Ostroroga, a z materiałów pozyskanych z rozbiórki postawiono browar. Na miejscu tym powstał również prawdopodobnie niewielki dwór, jak podaje Callier, pod koniec XIX wieku – dwór miał dobre ściany, dach wymagający naprawy. Na wzgórzu stał także trzy murowane sklepy, a przy moście dom z jedną komorą w złym stanie (możliwe, że jest to jeden ze szpitali).
Prawa miejskie Ostroróg uzyskał przed 1412 rokiem. Chociaż wspomnienia o właścicielach miasta – familii Ostrorogów są znacznie wcześniejsze, gdyż pochodzą z początku XIII w. – w spisie wojewodów poznańskich mowa jest bowiem o Dobrosławie z Szamotuł Ostrorogu. W źródłach nie zachował się jednak przywilej lokacyjny miasta. Wiemy natomiast, jak podaje Callier, że Ostroróg funkcjonował na prawie magdeburskim. Władzę miejską tworzył wójt, burmistrz, rajcowie i ławnicy. Wójt i ławnicy rozpoznawali sprawy kupna, sprzedaży nieruchomości, spory w zakresie długów, poręczeń i zastawów, a także testamenty, zapisy i ugody. Burmistrz z kolei z rajcami rozstrzygał w sprawach sądowniczych (kradzieże, kłótnie, szkody) oraz stanowił władzę ustawodawczą. Burmistrz wybierany był spośród rajców na okres 1 rok.
W średniowieczu Ostroróg był niewielkim miastem, świadczy o tym liczba czterech piechurów wysłana w 1458 roku na wojnę trzynastoletnią z krzyżakami. Dla porównania Wronki wysłały dziesięciu piechurów, a Pniewy sześciu. Podobnie wnioski nasuwa informacja o wysokości płaconego przez Ostroróg podatku od nieruchomości – szosu, który w 1507 roku wynosił zaledwie dwie grzywny i pięć groszy. Z 1507 roku pochodzi pierwsze świadectwo istnienia osiedla żydowskiego w Ostrorogu. W tym samym czasie Lwówek płacił dziewiętnaście grzywien. W 1582 roku Ostroróg płacił także niewielki szos w wysokości 9 złotych. W 1463 roku Ostroróg był wymieniony w gronie miast mniejszych niepłacących trzynastu rat podatku miejskiego nazywanego cyzą (płacił tylko dwie raty w wysokości dwóch grzywien oraz jednej grzywny bez trzech groszy). Cyza była rodzajem podatku od przewożonego towaru, jej wysokość płacona przez Ostroróg oznaczała, że miasto, choć w niewielkim stopniu, ale czerpało dochody z tego tytułu.
Lokalna wymiana handlowa odbywała się w trakcie jarmarków rocznych i tygodniowych targów. W 1546 roku przywilej targowy odnowił i potwierdził król Zygmunt Stary. Z kolei w 1779 roku król Stanisław August Poniatowski odnowił przywilej trzech dawnych jarmarków i nadał sześć nowych oraz potwierdził targi tygodniowe we wtorki i soboty. Rok później ten sam król przywilejem odnowił dawne jarmarki i nadał dwanaście nowych. Przywileje zezwalały na handel na jarmarkach bydłem, trzodą chlewną, zbożami, końmi i wszelkimi towarami.
Callier pisząc monografię dysponował księgą wójtowską (1503–1588) i burmistrzowską (1645-1790 z przerwami), które zawierały zapiski o różnych czynnościach dokonywanych przez władzę. Książki te znajdowały się w Poznańskim Towarzystwie Przyjaciół Nauki, niestety zagubiły się w czasie II wojny światowej. Na podstawie zapisów Calliera oraz Słownika ziem polskich w średniowieczu można częściowo odtworzyć nazwiska pierwszych burmistrzów i wójtów Ostroroga.
- w latach 1411–1412 wójtem był Jan,
- w latach 1452–1462 urząd wójta pełnił Wawrzyniec,
- w 1503 r. burmistrzem był Maciej Wróbel,
- w latach 1558–1560 wójtem był Paweł Szostek,
- w 1578 r. wójtem był Tomasz Wilczyk,
- w 1583 r. burmistrzem był Jan Klucznik, a wójtem Łukasz Gołąb,
- w 1588 r. wójtem był Wojciech Tartoka,
- w 1607 r. burmistrzem był Piotr Rosigroch, a wójtem Wojciech Mnich,
- w latach 1620–1624 burmistrzem był Łukasz Jaździk,
- w 1628 r. burmistrzem był Jan Rossigroch,
- w 1632 r. burmistrzem był Jakub Jądro ,
- w latach 1645–1650 oraz 1653–1656 burmistrzem był Jan Rosigroch,
- w latach 1650–1653 burmistrzem był Marcin Gleinik,
- w latach 1656–1660 burmistrzem był Piotr Rosigroch,
- w roku 1669 urząd burmistrza piastował Stanisław Wieniarczyk, po nim stanowisko objął Stanisław Kucharzewski,
- w 1672 roku burmistrzem był Szymon Szostek
- w 1725 r. burmistrzem był Kazimierz Piechota,
- w 1729 r. burmistrzem był Michał Wiślicki,
- Sebastian Linek był burmistrzem w latach 1750, 1771, 1779 i 1785,
- z kolei Florian Rakowicz był burmistrzem w latach 1751, 1754, 1759 i 1764
- Franciszek Śliwiński natomiast urząd burmistrza piastował w latach 1752, 1756, 1762 i 1767
- Łukasz Jądrzyk burmistrzem był w latach 1754, 1759 i 1764
- Józef Szulc burmistrzem był w roku 1765
- Jan Stępka na urząd burmistrza był wybierany dwukrotnie w 1772 i 1779 roku,
- ostatnim burmistrzem z księgi burmistrzowskiej był Stanisław Rakowicz wybrany w 1790 r.[12][16][21]

Callier poza księgą burmistrzowską wskazuje jeszcze jeden późniejszy dokument, mianowicie akt wyboru burmistrza i wójta przez właściciela Ostroroga – Adama Kwileckiego. W 1795 r. urzędy objęli Szymon Rybarczyk (burmistrzowski) oraz Stanisław Rakowicz (wójtowski).
W XV w. w Ostrorogu sporadycznie zbierał się sąd starosty generalnego (sąd grodzki) dla okolicznej szlachty.

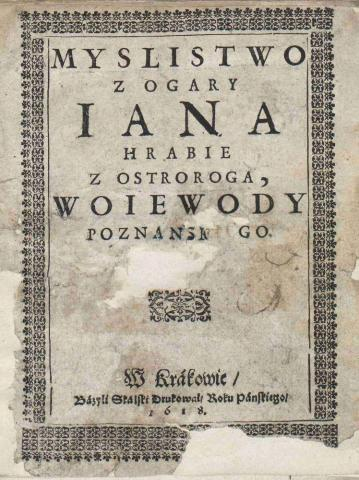
okładka książki "Myślistwo z ogary" autorstwa Jana Ostroroga

Ostroróg – ulica Kapłańska – zabytkowy dom i kościół

W 1436 r. w tym mieście urodził się pisarz polityczny, wojewoda poznański Jan Ostroróg. W mieście od 1472 był szpital, później wybudowano jeszcze drugi. W XVI i XVII wieku Ostroróg stanowił ważny ośrodek reformacji (bracia czescy). Prowadzili oni archiwum, bibliotekę, szkołę oraz seminarium, a do ich dyspozycji oddano w 1555 kościół.
Miasto położone było w 1580 roku w powiecie poznańskim województwa poznańskiego.
W skład parafii ostrorogskiej wchodziły Binino, Bielejewo, Dobrojewo, Kluczewo, Oporowo, Piaskowo, Rudki i Wielonek.
Od roku 1611 do szkoły braci czeskich w Ostrorogu uczęszczał Jan Jonston (Joannes Jonstonus), późniejszy uczony rangi europejskiej.
W rękach rodu Ostrorogów miasto pozostało do 1625 kiedy to po śmierci ostatniego z Ostrorogów miasto przeszło we władanie Potockich z Buczacza. Kościół został przekazany katolikom w 1636. Kolejnymi właścicielami Ostroroga byli: Potoccy, którzy oddali Ostroróg w dzierżawę: 1637 – Andrzejowi Rej (prawnukowi Mikołaja), a następnie w 1649 – Piotrowi Górskiemu. Od 1660 właścicielami Ostroroga byli Radziwiłowie, następnie od 1674 Zalescy z Otoka herbu Dołęga (w 1701 r. Ostroróg wydzierżawił od kasztelana nakielskiego Aleksandra Zaleskiego – Przecław Bronikowski) i od 1718 właścicielem Ostroroga był Maciej Malechowski, kasztelaniec kaliski. Za jego czasów przeprowadzono inwentaryzację majątku, w związku z kolejną sprzedażą Ostroroga – Sapiehom. W 1737 roku Marianna córka Jerzego Sapiehy sprzedała Ostroróg wraz z innymi dobrami Łukaszowi Kwileckiemu z Kwilcza. W rękach Kwileckich Ostroróg znajdował się aż do wybuchu II wojny światowej. To za ich rządów w Ostrorogu przebudowano kościół i rozebrano zamek, a na jego miejscu wybudowano mieluch dworski i browar. W XIX wieku miasto należało do Księstwa Warszawskiego, a potem Wielkiego Księstwa Poznańskiego. Podczas powstania wielkopolskiego miasto zostało przejęte siłami mieszkańców.
XVIII wieczna księga Faederata Trium Decanatuum Sodalitas in Celeberrimo Archidiaconatu Psczevensi: Tergemino Sacrorum conjurata Voto, Ad dandum defunctis sodalibus Succursum Post dirae Pestis contagia iterum In lucem porrecta. Anno Faederati cum Natura Humana verbi Incarnati wymienia następujące osoby w Ostrorogu:
- Stanisław Gladajewski, mieszczanin
- Tomasz Gmiński, komendarz
- Jakub Karamankiewicz, wikary
- Maciej Radomicki, wojewoda inowrocławski, starszy generał wielkopolski, starosta międzyrzecki,
- Jan Rak, mieszczanin
- Franciszek Rosigroch, mieszczanin
- Kazimierz Śmidowicz, mieszczanin[27]

Podczas wykopalisk w Ostrorogu znaleziono między innymi sierpikowaty nóż z brązu.
W 1690 roku w Ostrorogu istniał cech piwowarów, a w latach 1710–1786 szewców.
Pod koniec XVIII wieku w Ostrorogu była polska szkoła, kościół katolicki, komora celna, 18 stodół, 50 domów (305 mieszkańców – Polaków) oraz 24 wolne grunty. Kilka lat później w 1793 roku było już 80 domów (442 mieszkańców) i 3 wiatraki. Wśród mieszkańców było 3 młynarzy, 4 oberżystów, 6 krawców, 12 szewców, 3 kuśnierzy, 3 kołodziejów, 2 piekarzy, 2 bednarzy, 2 garncarzy, kowal, garbarz, golarz oraz jeden stróż nocny utrzymywany przez miasto. W mieście odbywało się 13 jarmarków. W 1811 roku miasto liczyło 432 mieszkańców i miało 99 domów, w 1841 roku miasto liczyło 90 domów i 635 mieszkańców. W 1871 roku było 108 domów i 808 mieszkańców, a w 1885 roku 105 domów.
W roku szkolnym 1866/1866 do szkoły katolickiej w Ostrorogu uczęszczało 146 dzieci, a nauczycielami byli Apolinary Górecki i Wiktor Prendke. W mieście w tamtym okresie funkcjonowała poczta.
W 1886 roku w Ostrorogu poza kościołem katolickim był młyn parowy, poczta, browar i gorzelnia. Podstawowym zajęciem ludności było rolnictwo i płóciennictwo.
W 1907 roku otwarto linię kolejową nr 368 na odcinku od Szamotuł do Binina, ze stacją kolejową w Ostrorogu.

## Bracia czescy w Ostrorogu

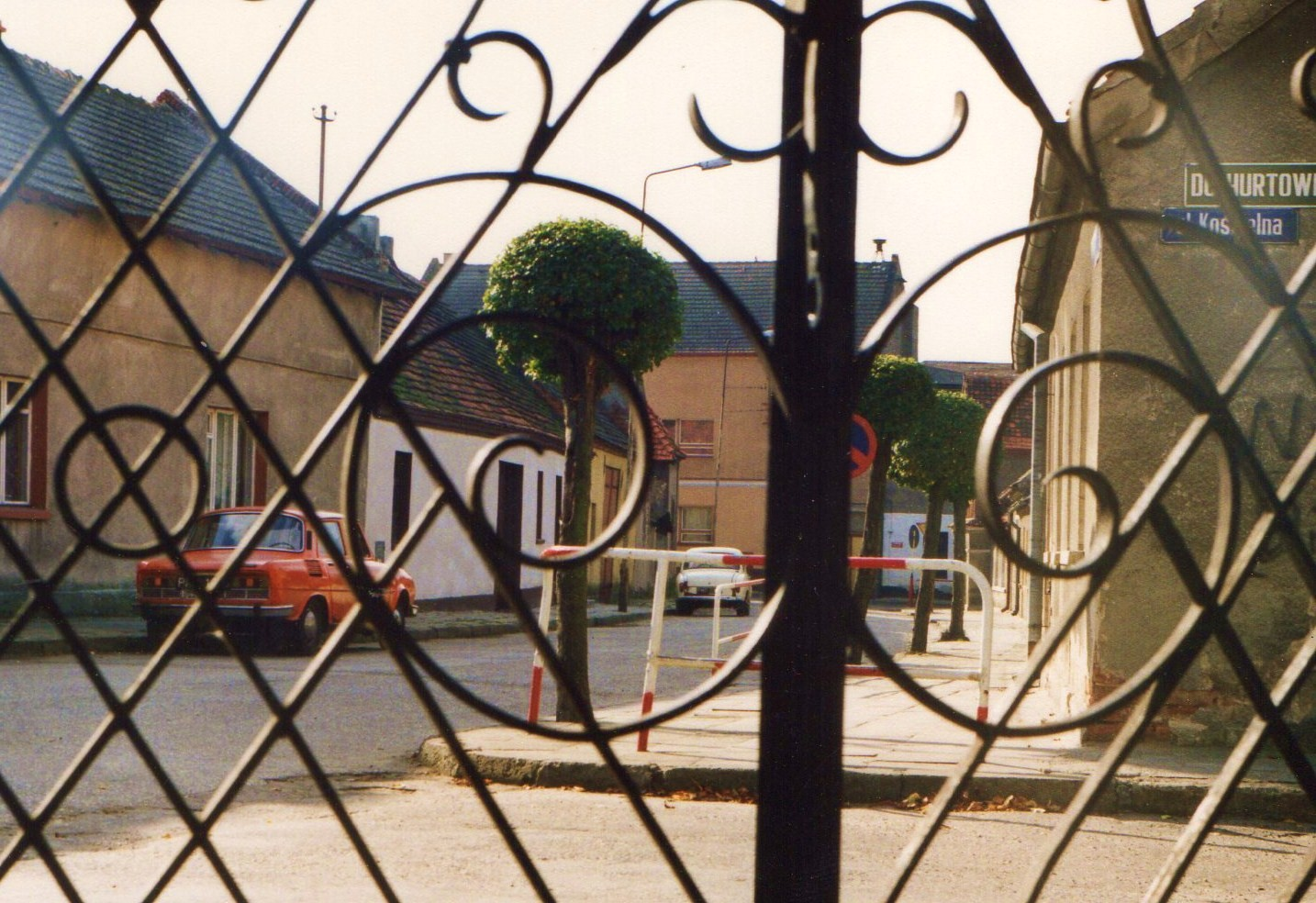
Ostroróg ul. Kapłańska, Kościelna 1993 rok

W połowie XVI wieku do Wielkopolski przybyli bracia czescy, wygnani z Czech przez Ferdynanda Habsburga. W 1549 roku bracia czescy założyli pierwszy zbór w Polsce. W 1551 roku siostra właściciela Ostroroga – Jakuba Ostroroga – Katarzyna Ostrorożanka, mieszkająca w swoim dworze w Pamiątkowie, w 1551 roku została przyjęta do zboru poznańskiego, któremu przewodniczył minister Jerzy Izrael. Gościła go później w swoich dobrach, przekonała również swoją bratową – Barbarę, żonę Jakuba, aby ta zaprosiła i wysłuchała kazania Izraela w Ostrorogu. W trakcie nabożeństwa na zamku w Ostrorogu, do komnaty wszedł z batem zdenerwowany Jakub, chcąc rozgonić zgromadzenie odbywające się bez jego zgody, jednak Izrael spokojnie wskazał mu miejsce, gdzie ma usiąść. Jakub pod wpływem tamtych wydarzeń wstąpił do zboru w 1553 roku. W listopadzie tego samego roku przekazał parafię w Ostrorogu wraz z kościołem i plebanią ministrowi Izraelowi. Przywilej ten potwierdził syn Jakuba – Jan w 1569 roku. Początkowo Jakub zmuszał swoich katolickich poddanych, by chodzili na nabożeństwa organizowane przez Izraela. Jednak duchowny przekonał, go że do wiary nie można przymuszać i nie można karać katolików. Pomimo iż bracia czescy czcili tylko Boga, a z kościołów usuwali wszelkie obrazy, posągi i inne ozdoby, to w kościele w Ostrorogu obrazy wisiały dość długo, następnie zostały zasłonięte, a dopiero, gdy uznano, że wierni są na to gotowi, zostały zdjęte ze ścian, jednakże nie niszczono ich. Nabożeństwa prowadzono w języku polskim, w trakcie kazań głoszono pracowitość i skromność, potępiano pijaństwo i wróżbiarstwo (za wróżbiarstwo wykluczano ze zboru). Izrael chrzcił również dzieci katolików, którzy nie mogli bądź nie chcieli udać do najbliższego kościoła katolickiego w Szamotułach. Zbór w Ostrorogu wraz z kościołem i plebanią otrzymał również hojne uposażenie w postaci jeziora, łąki, pola, a także dziesięciny z Wielonka, Dobrojewa, Binina, Kluczewa oraz dóbr w mieście. Z kolei z folwarków Jakuba Ostroroga zbór otrzymywał zboże (40 kóp żyta, 30 kóp pszenicy, 20 kóp owsa, 4 opy jęczmienia, 4 kopy grochu oraz dwie kopy prosa rocznie), ponadto dwa razy w tygodniu – w środy i piątki ryby na obiad oraz drewno na opał. Należy przy tym zauważyć, że dziesięcina była bardzo niewdzięcznym podatkiem dla chłopów, gdyż nie mogli oni zwieźć płodów z pola dopóki nie wydzielono dziesiątej części przypadającej duchownym. Również dla Izraela ten podatek był kłopotliwy, gdyż co do zasady bracia czescy utrzymywali się dobrowolnych datków, tym bardziej niezręczne było przyjmowanie dziesięciny, już nie mówiąc o chłopach, którzy byli katolikami. W 1557 roku Jerzy Izrael został wybrany seniorem (biskupem) zborów polskich. Izrael miał za zadanie stworzyć trzecią po Czechach i Morawach prowincję Jednoty braci czeskich, co oczywiście wiązało się ze znacznymi wydatkami. W 1560 roku Izrael otrzymał w Ostrorogu pomocnika – Jana Laurencjusza (Lorenca), jednak współpraca między nimi nie układała się dobrze z uwagi na to, iż Izrael był zwolennikiem celibatu, a Lorenc, który w 1571 roku został seniorem, był pierwszym biskupem, który się ożenił. Jednak już kilka lat później był to dość powszechny zwyczaj. W 1579 roku synod braci czeskich wyraźnie stanął po stronie żonatych biskupów, a oburzona Katarzyna Ostrorożanka (siostra Jakuba) otrzymała reprymendę, że wtrąca się w nie swoje sprawy. Po synodzie na znak protestu, Jerzy Izrael wyprowadził się z plebanii i opuścił Polskę (przyjechał jeszcze na synod 1582 roku) i osiadł na Morawach, gdzie zmarł w 1588 roku. Z kolei Lorenc pozostał w Ostrorogu do końca życia (1587). Po jego śmierci powołano Symeona Turnowskiego, który w 1595 roku za zgodę Sędziwoja Ostroroga zamienił dziesięcinę na stałą wielkość płodów rolnych. W 1589 roku w Ostrorogu wybuchł straszny pożar, który strawił kościół i plebanię, jak również księgozbiór i archiwa, które w niej przechowywano. Turnowski rozpoczął budowę nowej, murowanej piwnicy w celu przechowywania księgozbiorów. Zmarł w 1608 roku. Po jego śmierci powołano dwóch nowych biskupów Marcina Gerticha i Macieja Rybińskiego. Pierwszy był kaznodzieją w Lesznie, drugi natomiast trafił do Ostroroga, jednak na skutek jego szybkiej śmierci w 1612 roku, na jego miejsce powołano Gerticha, który niechętnie przeniósł się do siedziby Ostrorogów, gdyż uważał, że główny ośrodek Jednoty braci czeskich powinien znajdować się w większym mieście (Lesznie). Tym samym zaraz po przeniesieniu zaczął czynić starania o powrót do Leszna. W 1623 roku w Ostrorogu wybuchł kolejny duży pożar, w wyniku którego spłonęła duża część miasta, w tym plebania (a w niej m.in. cenny księgozbiór Turnowskiego). Z kolei dwa lata później miasto nawiedziła straszna zaraza, wtedy też Gertich dostał zgodę na wyjazd. Zmarł w 1629 roku, a po jego śmierci seniorem wybrano Pawła Paliura, który przeprowadził się do Ostroroga. Z kolei w 1633 roku ostatnim seniorem w Ostrorogu został syna Macieja Rybińskiego – Jan Rybiński. Majątek braci czeskich w Ostrorogu był znaczny: trzy folwarki, dwie i trzy czwarte wólki roli, a także łąki, stodoła, owczarnia, sad, ogród, domy dla służby, stajnia, obora, domek przy szkole oraz nowa plebania zbudowana po pożarze w 1623 roku, z murowaną piwnicą i trzema izbami. Poza seniorem, w Ostrorogu rezydowali jego pomocnicy, którzy odprawiali nabożeństwa podczas jego nieobecności. Ponadto w Ostrorogu przebywali młodzi chłopcy chcący zostać duchownymi (było ich nawet 12), uczyli się w szkole oraz starsi, którzy w szkole nauczali. W szkole w Ostrorogu pobierał nauki między innymi Jan Jonston.
Jedną z przyczyn upadku zboru w Ostrorogu była również śmierć Sędziwoja Ostroroga w 1624, bowiem jedyna spadkobierczyni jego majątku Barbara Modliszewska zdecydowała się sprzedać Ostroróg. Do jego nabycia próbowano przekonać wojewodę poznańskiego, hetmana litewskiego, a zarazem bardzo zamożnego człowieka Krzysztofa Radziwiła, jednak był niechętny mieszkaniu w małym miasteczku. Ostatecznie Ostroróg kupił Andrzej Rej z Nagłowic wnuk słynnego poety – Mikołaja Reja. Andrzej Rej był dyplomatą i politykiem, nie przebywał na zamku w Ostrorogu, a miasto wydzierżawił Stanisławowi Bronikowskiemu. W tym samym czasie kanonik Andrzej Świniarski został powołany przez poznańskiego biskupa na stanowisko proboszcza parafii katolickiej w Ostrorogu, która od wielu lat pozbawiona była przecież kościoła. Ksiądz Świniarski wytoczył proces o zwrot kościoła w Ostrorogu, który wygrał (również wszystkie podobne procesy kończyły się wygraną strony katolickiej). Andrzej Rej nie zgadzał się w ogóle z samym pozwem, twierdził raz, że kościół w Ostrorogu spłonął, a odbudowali go bracia czescy, dwa, podważał sam wybór kanonika Świniarskiego na proboszcza. Brat Andrzeja – Krzysztof uzbrojony w straż pilnował kościoła. 26 lipca 1636 roku ksiądz Świniarski również w asyście straży włamał się do kościoła i odśpiewał modlitwę na znak przejęcia kościoła, dopadli go ludzie Reja oraz żona dzierżawcy – Helena Bronikowska, jednak nie doszło do rozlewu krwi. Ksiądz wycofał się ze świątyni i założył kłódki, które z kolei Rej zerwał. W grudniu tego samego roku sąd ostatecznie przyznał kościół wraz z całym uposażeniem i majątkiem (w tym majątkiem przekazanym braciom czeskim) stronie katolickiej. Dzierżawca Bronikowski, który przekazał braciom czeskim dzwon, próbował go schować, jednakże również to się nie powiodło. Ksiądz Świniarski po odzyskaniu kościoła w Ostrorogu nakazał parafianom zapłatę mesznego za dziesięć lat wstecz. Ostatni senior w Ostrorogu – Jan Rybiński przeprowadził się wraz z biblioteką i archiwum do pobliskiego Obrzycka. W Ostrorogu natomiast planowano wybudować kościółek z przeznaczeniem dla zboru, ostatecznie zakupiono dom na potrzeby nabożeństw i teren pod nowy cmentarz, a ministrem zboru obrano Sereniusa Chodowieckiego, którego swego czasu oskarżono o to, że jest ojcem dziecka kobiety lekkich obyczajów, ostatecznie został uznany za niewinnego, a w jego obronie stanął nawet ksiądz Świniarski.
W 1641 roku zmarł Andrzej Rej, Ostroróg przejął jego syn – Mikołaj. W 1647 roku Chodecki wyjechał do Prus Książęcych, a nowym ministrem wybrano Marcina Plort z Ostroroga, który jednak swoje obowiązki spełniał wyjątkowo niedbale. Być może przeczuwał upadek zboru w Ostrorogu, gdyż w tym samym roku Mikołaj Rej sprzedał Ostroróg katolikowi, pochodzącemu co prawda z luterańskiej rodziny, Piotrowi Górskiemu z Miłosławia. Piotr Górski nie szykanował ewangelików, jednakże istniało ryzyko, że może wypełnić zalecenia biskupa poznańskiego i wprowadzić całkowity zakaz odprawiania nabożeństw. Do tego dochodziła niepewna sytuacja finansowa, pomimo zapisania zborowi w testamencie przez Andrzeja Reja szat wycenionych na sumę pięciu tysięcy złotych, jego syn Mikołaj borykający się z problemami finansowymi zwlekał z wykonaniem ostatniej woli ojca. Kolejnym elementem, który wpłynął na upadek zboru, było stopniowe zmniejszanie liczby wiernych, którzy przeprowadzali się do innych zborów (wyjechało np. dziesięć zamożnych rodzin szkockich) albo przechodzili na katolicyzm. Wierni skarżyli się na skandaliczne warunki w Ostrorogu, Ploter był bałaganiarzem, określano nawet, że idąc na modlitwę można potknąć się o zwierzę. W 1654 roku zmarł właściciel Ostroroga Piotr Górski, a minister Ploter poprosił o zgodę na wyjazd z Ostroroga. Tak zakończył swoją działalność zbór braci czeskich w Ostrorogu.
Przybycie braci czeskich do Ostroroga w XVI wieku bardzo korzystnie wpłynęło na rozwój miasta. Razem z kościołem przejęli szpital i szkołę, które prowadzili (po odebraniu kościoła braciom czeskim szkoła i szpital wróciły do parafii katolickiej). Stworzyli archiwum i bibliotekę ze znaczącym księgozbiorem.

## Zabytki[40]
- układ urbanistyczny[41]

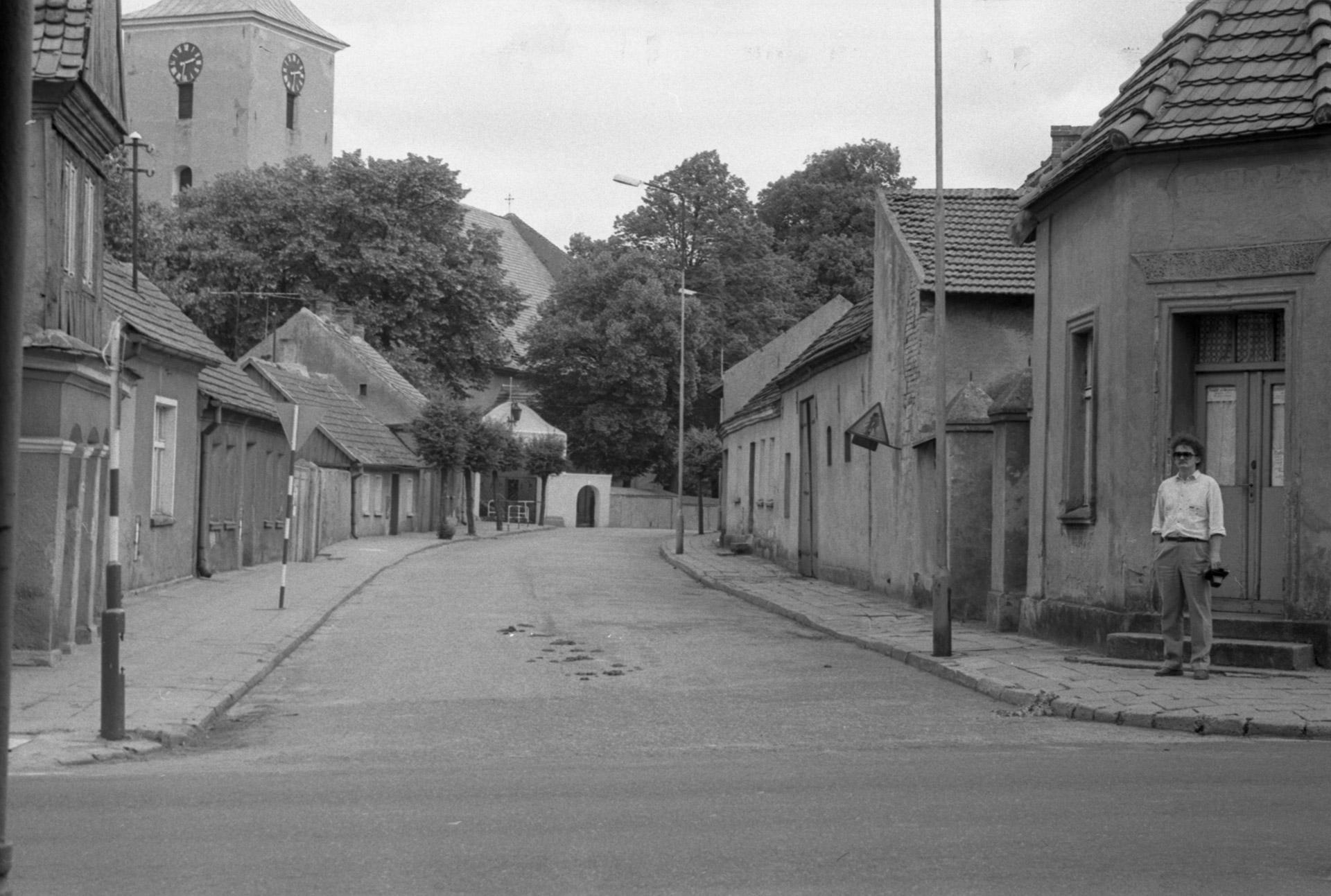
Kościół w Ostrorogu i ulica Kapłańska pod koniec lat 80.

- ruiny zamku – pozostałości po dawny zamku Ostrorogów, na nasypie zamkowym (ul. Zamkowa) nad jeziorem Wielkim[41][10]
- kościół pw. Wniebowzięcia Najświętszej Panny Marii (ul. Kapłańska/Kościelna) z XV w., przebudowany w XVIII w.[5][41]
- budynek dawnego magistratu przy ul. Wronieckiej z pocz. XX w.
- budynek dawnej stacji kolejowej (ul. Kolejowa)
- budynek tzw. starej szkoły (ul. Wroniecka)
- dom przy ulicy Kapłańskiej 1 – budynek z przełomu XVIII i XIX wieku, murowany i otynkowany, parterowy z poddaszem użytkowym, sześcioosiowy. Dach dwuspadowy kryty dachówką. Od strony ulicy, na osi, na czterech filarach drewniana, dwuokienna wystawka. Aktualnie budynek bardzo zaniedbany[10].
- dwa krzyże przydrożne
- figura św. Jana Nepomucena (Rynek) – w centrum rynku, w parku, zbudowana w okresie międzywojennym, figura o wysokości około jednego metra posadowiona na około pięciometrowym cokole[10].
- figura Matki Boskiej
- niektóre domy na Rynku – Rynek 6 (murowany, czteroosiowy dom piętrowy z początku XX wieku, dach dwuspadowy kryty dachówką); Rynek 15 (murowany, pięcioosiowy dom piętrowy z początku XX wieku, dach dwuspadowy, nad wejściem balkon; budynek w przeszłości był siedzibą banku)[10].

## Gospodarka
W mieście głównym pracodawcą jest firma produkująca meble, oprócz tego kilka mniejszych zakładów produkcyjnych (m.in. lakiernia, spółdzielnia inwalidów), wiele osób dojeżdża do pracy do firm znajdujących się w pobliskich gminach: Wronki, Kaźmierz i Tarnowo Podgórne.
Na koniec 2013 r. stopa bezrobocia w Gminie Ostroróg wynosiła 6,9% (223 osób) i była zbliżona do średniej w Powiecie Szamotulskim (6,1%). GUS nie publikuje odrębnych danych dla miasta.

## Transport

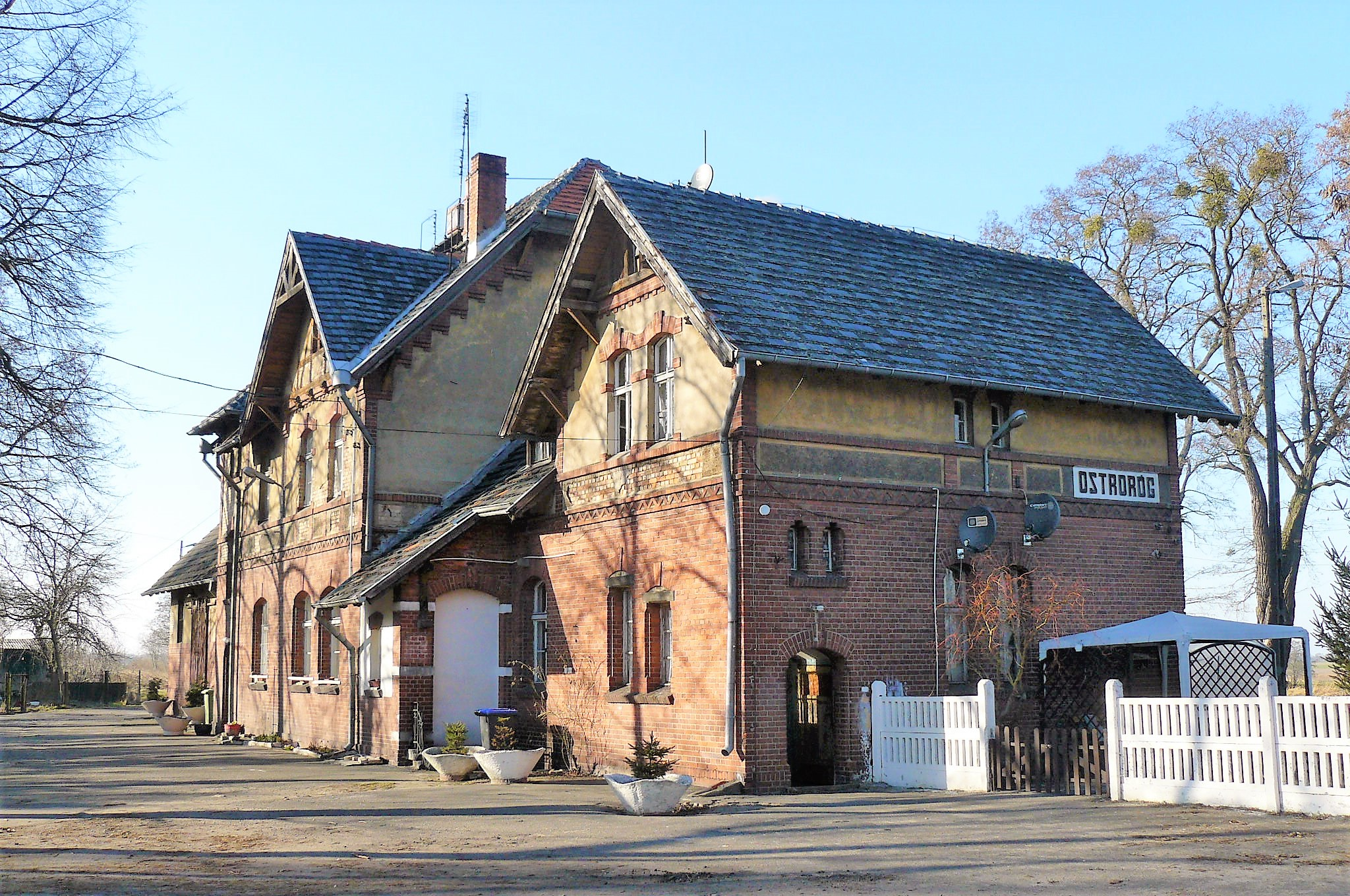
Ostroróg – nieczynny dworzec kolejowy

Przez Ostroróg kursują wyłącznie autobusy prywatnego przewoźnika (8 kursów w każdą stronę). Autobusem z Ostroroga można bezpośrednio dojechać do Szamotuł (stąd pociąg – linia kolejowa Poznań – Szczecin).
Przez Ostroróg przebiega nieczynna linia kolejowa nr 368 relacji Szamotuły – Międzychód. Linia powstawała w latach 1907-1908, a ostatni pociąg pasażerski z Szamotuł przejechał w 1995 r., przez rok kursowały jeszcze pociągi towarowe. Potem odbywały się już tylko okazjonalne przejazdy.
Z kolei trzon infrastruktury drogowej tworzy droga wojewódzka nr 184 (Baranowo k. Poznania – Wronki), przez miasto przebiega również dawna droga wojewódzka nr 117 (Ostroróg – Obrzycko), (obecnie droga powiatowa). Przez Ostroróg przebiegają również dwie drogi powiatowe 1852 P (Ostroróg – Przystanki) i 1853 P (Ostroróg – Lipnica).

## Ludność
Liczba ludności miasta Ostroróg od kilku lat kształtuje się na poziomie ok. 2 tys. (31 grudnia 2014 wynosiła 1989). W ujęciu historycznym kształtowała się na poziomie:
- 1793 – 305
- 1800 – 448
- 1807 – 486
- 1811 – 432
- 1816 – 450
- 1836 – 631
- 1841 – 634
- 1843 – 681
- 1858 – 828
- 1861 – 872
- 1871 – 898
- 1884 – 1001
- 1912 – 1262
- 1921 – 1273
- 1939 – 1320
- 1946 – 1170
- 1961 – 1386

Struktura ludności miasta Ostroróg według grup wieku, płci (stan na 31.12.2014):
| wiek        | kobiety | mężczyźni | razem |
| ----------- | ------- | --------- | ----- |
| 0-2         | 26      | 33        | 59    |
| 3-6         | 51      | 40        | 91    |
| 7-12        | 69      | 62        | 131   |
| 13-15       | 26      | 27        | 53    |
| 16-19       | 30      | 55        | 85    |
| 20-24       | 70      | 59        | 129   |
| 25-34       | 172     | 156       | 328   |
| 35-44       | 134     | 149       | 283   |
| 45-54       | 124     | 122       | 246   |
| 55-64       | 173     | 152       | 325   |
| 65 i więcej | 158     | 101       | 259   |
| razem       | 1033    | 956       | 1989  |

- Piramida wieku mieszkańców Ostroroga w 2014 roku[2]:

## Sport
W Ostrorogu działa klub sportowy UKS Nałęcz Ostroróg. W klubie są dwie sekcje: piłka nożna (od sezonu 2015/2016 zespół występuje w A-klasie) oraz sekcja tenisa stołowego, która funkcjonuje już ponad 20 lat. Szczególne osiągają wychowankowie sekcji tenisa – wiele medali na Mistrzostwach Wielkopolski, miejsca w czołowej dziesiątce Mistrzostwa Polski, pierwsza drużyna występuje w II lidze, natomiast druga w trzeciej.

## Oświata
W mieście Ostroróg działa Szkoła Podstawowa imienia Jana Ostroroga oraz Przedszkole "Miś Uszatek" w Ostrorogu.

## Podział administracyjny
Administracyjnie miasto podzielone jest na dwa obwody, a granicę obwodów wytycza rzeka Ostroroga. Pierwszy z nich obejmuje tzw. starą część miasta i jest zamieszkiwana przez około 600 mieszkańców. Obwód miejski numer dwa to nowa część miasta zamieszkała przez około 1300 mieszkańców.